# Бажановка
Бажановка (укр. Бажанівка) — село в Прилукском районе Черниговской области Украины. Население — 135 человек. Занимает площадь 0,772 км².
Код КОАТУУ: 7424180302. Почтовый индекс: 17526. Телефонный код: +380 4637.

## Власть
Орган местного самоуправления — Белоречицкий сельский совет. Почтовый адрес: 17526, Черниговская обл., Прилукский р-н, с. Белоречица, пер. Победы, 5.